# Ob (oraș)
Ob (rusă Обь) este un oraș cu 24.860  de locuitori situat în regiunea Novosibirsk, Federația Rusă. Orașul nu este situat direct pe malul fluviului Obi după care a fost denumit.